# Syncesia byssina
Syncesia byssina är en lavart som först beskrevs av Vain., och fick sitt nu gällande namn av Tehler. Syncesia byssina ingår i släktet Syncesia och familjen Roccellaceae.   Inga underarter finns listade i Catalogue of Life.